# قلوه‌ای‌سانان
آکاروسپورالس (انگلیسی: Acarosporales) راسته‌ای از قارچ‌های فنجانی است.